# Cronologia da pandemia de COVID-19 na Ucrânia
Este artigo documenta a cronologia da pandemia de COVID-19 na Ucrânia.

## Cronologia

### Março de 2020
- 3 de março: O Ministério da Saúde da Ucrânia relata o primeiro caso confirmado do novo coronavírus no país.[1][2]
- 13 de março: O Ministério da Saúde da Ucrânia confirma a primeira morte causada pelo novo coronavírus no país. Uma mulher de 71 anos da região de Zhitomir morre um dia depois de ser hospitalizada em uma região oeste do país.[3][4]
- 13 de março: A Ucrânia fecha as fronteiras para estrangeiros por duas semanas em 48 horas.[5]
- 23 de março: O governo da Ucrânia impõe uma situação de emergência nas regiões de Donetsk, Ternopil e Cherkasy para evitar a propagação de COVID-19.[6]
- 25 de março: O governo da Ucrânia prolonga o lockdown em todo o país por 30 dias.[7]

### Abril de 2020
- 2 de abril: O presidente da Ucrânia, Volodymyr Zelensky, assina a lei que fonece garantias sociais e econômicas extras devido à propagação de COVID-19 no mesmo país.[8]
- 3 de abril: O número de casos confirmados do novo coronavírus na Ucrânia ultrapassa 1.000, registrado pelo Ministério da Saúde do país.[9]
- 18 de abril: O número de casos confirmados do novo coronavírus na Ucrânia ultrapassa 5.000, registrado pelo Ministério da Saúde do país.[10][11]
- 30 de abril: O número de casos confirmados do novo coronavírus na Ucrânia ultrapassa 10.000, registrado pelo Ministério da Saúde do país.[12]

### Junho de 2020
- 12 de junho: A primeira-dama da Ucrânia, Olena Zelenska, é diagnosticada com o novo coronavírus após o aumento de novos casos da doença no país.[13]

### Agosto de 2020
- 21 de agosto: O número de casos confirmados do novo coronavírus na Ucrânia ultrapassa a marca de 100.000, registrada pelo Conselho de Segurança e Defesa Nacional do país.[14]
- 23 de agosto: A ex-primeira-ministra ucraniana Yulia Timoshenko é diagnosticada com o novo coronavírus.[15]

### Setembro de 2020
- 28 de setembro: O número de casos confirmados do novo coronavírus na Ucrânia ultrapassa a marca de 200.000, registrada pelo Conselho de Segurança e Defesa Nacional do país.[16]

### Outubro de 2020
- 9 de outubro: O Ministério da Saúde da Ucrânia registra o maior número de casos diários do novo coronavírus com 5.804 pessoas com teste positivo para a doença nas últimas 24 horas.[17]
- 19 de outubro: O número de casos confirmados do novo coronavírus na Ucrânia ultrapassa a marca de 300.000, registrada pelo Conselho de Segurança e Defesa Nacional do país.[18]

### Novembro de 2020
- 2 de novembro: O número de casos confirmados do novo coronavírus na Ucrânia ultrapassa a marca de 400.000, registrada pelo Conselho de Segurança e Defesa Nacional do país.[19]
- 9 de novembro: O presidente da Ucrânia, Volodymyr Zelensky, é diagnosticado com o novo coronavírus. Os ministros das finanças e da defesa e o principal assessor do presidente também são diagnosticados com a doença.[20][21]
- 15 de novembro: O ministro da saúde da Ucrânia Maksym Stepanov é diagnosticado com o novo coronavírus.[22]
- 17 de novembro: A partida da fase de grupos da Liga das Nações da UEFA entre a Suíça e a Ucrânia é cancelada devido a seis jogadores testando positivo para o novo coronavírus.[23][24]
- 18 de novembro: A Ucrânia registra o maior número diário de mortes causadas pelo novo coronavírus com 256 mortes.[25]
- 23 de novembro: O ministro da Saúde da Ucrânia, Maxym Stepanov, afirma que o número de leitos para internação de pacientes com COVID-19 aumentou 4,5 vezes desde o início da pandemia.[26]

### Dezembro de 2020
- 22 de dezembro: O primeiro-mininstro da Ucrânia, Denys Shmymal, reúne-se com os embaixadores dos estados do G7 e da União Europeia para discutir a compra da vacina contra COVID-19.[27]
- 24 de dezembro: O governo ucraniano autoriza a redução das restrições de quarentena na véspera de Ano Novo em todo o país desde 19 de dezembro.[28]
- 24 de dezembro: O número de casos confirmados do novo coronavírus na Ucrânia ultrapassa um milhão, registrado pelo Ministério da Saúde do país.[29][30]
- 30 de dezembro: A Ucrânia assina um contrato para comprar mais de 1,9 milhão de doses da vacina chinesa Sinovac contra COVID-19.[31]

### Janeiro de 2021
- 22 de janeiro: O Ministério da Saúde da Ucrânia atualiza a lista de países divididos entre zonas vermelhas e zonas verdes.[32]
- 29 de janeiro: O parlamento da Ucrânia aprova um projeto de lei, que proíbe a aprovação das vacinas feitas na Rússia.[33]
- 29 de janeiro: O número de pessoas recuperadas de COVID-19 na Ucrânia ultrapassa um milhão, registrado pelo Conselho de Segurança e Defesa Nacional do país.[34]

### Fevereiro de 2021
- 24 de fevereiro: A campanha de vacinação contra COVID-19 começa na Ucrânia com 159 cidadãos recebendo a primeira dose da vacina Oxford-AstraZeneca.[35]

### Março de 2021
- 4 de março: Os primeiros dois casos da variante britânica do coronavírus são oficialmente confirmados na Ucrânia. A informação é confirmada pelo Instituto de Epidemiologia e Doenças Infecciosas.[36]
- 9 de março: A Ucrânia aprova a vacina CoronaVac contra COVID-19, desenvolvida pela Sinovac da China.[37]
- 23 de março: Uma soldado do Exército da Ucrânia morre na região de Odesa dois dias depois de receber a vacina Covishield contra COVID-19. Ela sofreu de uma doença crônica.[38][39]
- 30 de março: A Ucrânia adere ao Tratado Internacional de Pandemia, assinado pelos líderes de mais de 20 países.[40]

### Abril de 2021
- 21 de abril: O número de pessoas recuperadas de COVID-19 na Ucrânia ultrapassa 1,5 milhão, registrado pelo Conselho de Segurança e Defesa Nacional do país.[41]
- 23 de abril: O número de casos confirmados do novo coronavírus na Ucrânia ultrapassa 2 milhões, registrado pelo Ministério da Saúde do país.[42]

### Maio de 2021
- 18 de maio: O parlamento da Ucrânia demite o ministro da saúde, Maksym Stepanov, acusando-o de não fornecer doses adequadas de vacina para combater a pandemia de COVID-19.[43]
- 27 de maio: O número de mortes causadas pelo novo coronavírus na Ucrânia ultrapassa a marca de 50.000, registrada pelo Ministério da Saúde do país.[44]

### Julho de 2021
- 28 de julho: O número de pessoas vacinadas contra COVID-19 na Ucrânia ultrapassa a marca de mais de 5 milhões, registrada pelo Ministério da Saúde do país.[45]

### Agosto de 2021
- 10 de agosto: Uma mulher de 50 anos, que chegou da Turquia em 1 de agosto, morre em Kiev após receber a primeira dose da vacina Moderna contra COVID-19.[46]
- 12 de agosto: Os primeiros casos da variante Delta são detectados na região de Zhytomyr. A informação é relatada pelo Ministério da Saúde da Ucrânia.[47]
- 19 de agosto: O imunologista ucraniano Andriy Volyansky alerta que a nova onda da pandemia de COVID-19 começou no país devido à variante Delta.[48]

### Setembro de 2021
- 16 de setembro: O número de mortes diárias relacionadas ao novo coronavírus na Ucrânia ultrapassa 100 nas últimas 24 horas pela primeira vez. A marca é registrada pelo Ministério da Saúde do país.[49]